# Здрохець
Здрохець (пол. Zdrochec) — село в Польщі, у гміні Радлув Тарновського повіту Малопольського воєводства.
Населення — 406 осіб (2011).
У 1975-1998 роках село належало до Тарновського воєводства.

## Демографія
Демографічна структура станом на 31 березня 2011 року:
|          | Загалом | Допрацездатний вік | Працездатний вік | Постпрацездатний вік |
| -------- | ------- | ------------------ | ---------------- | -------------------- |
| Чоловіки | 195     | 41                 | 131              | 23                   |
| Жінки    | 211     | 38                 | 118              | 55                   |
| Разом    | 406     | 79                 | 249              | 78                   |